# Аргентинско-шведские отношения
Аргентинско-шведские отношения — двусторонние отношения между Аргентиной и Швецией. В настоящее время Аргентина имеет посольство в Стокгольме, а Швеция — посольство в Буэнос-Айресе и три консульства: в Кордове, Обере и Тукумане. В Аргентине проживает около 175 000 человек шведского происхождения. Сегодня численность шведской диаспоры в Аргентине оценивается примерно в тысячу человек, треть из которых проживает в Буэнос-Айресе. В Аргентине работает около 30 крупных шведских компаний.

## История
В 1834 году в Буэнос-Айресе было открыто шведское консульство, что стало отправной точкой для установления контактов между Швецией и Аргентиной. Государства установили дипломатические отношения 3 января 1846 года. В 1872 году в Париже было подписано первое торговое соглашение между Швецией и Аргентиной. В 1906 году в Буэнос-Айресе открылось посольство Швеции.
В 1884 году в порту Буэнос-Айреса пришвартовался первый шведский пароход под командованием капитана Эрика Адольфа Аддеса. На борту находились промышленные товары, которые были успешно перепроданы. В 1887 году компания Adde получила назначение агента Шведской ассоциации экспорта. На Авеню-Бельграно, 801, был открыт постоянный шведский выставочный зал, который стал центром сбыта шведской промышленной продукции. В 1904 году Аксель Джонсон, владелец судоходной компании, установил первое прямое пароходное сообщение между Гетеборгом и Буэнос-Айресом. Это стало значительным шагом к увеличению товарооборота. В 1910 году линия начала приносить доход, и название «Johnson Line» стало широко использоваться в обиходе. Корабли компании «Johnson» осуществляли перевозки между Швецией и Аргентиной вплоть до 1980-х годов, пока линия не была закрыта. В 1954 году, в ответ на быстро развивающиеся торговые связи между Швецией и Аргентиной, была учреждена Шведско-Аргентинская торговая палата. В её состав входят шведские компании, работающие в Аргентине, аргентинские компании, имеющие деловые интересы в Швеции, а также компании и частные лица, которые проявляют особый интерес к экономическим отношениям между двумя странами.
В 1977 году в ходе грязной войны, развязанной аргентинской военной диктатурой, пропала без вести шведская девушка Дагмара Хагелин. В это время Швеция оказала значительную помощь, приняв множество аргентинцев, спасавшихся от диктатуры. Чемпионат мира по футболу 1978 года проходил в Аргентине, которая в то время находилась под властью военной хунты во главе с генералом Хорхе Видела. После того как Швеция вышла в плей-офф, начались споры о том, стоит ли ей участвовать в этом турнире.
Последний государственный визит состоялся в 1998 году, когда тогдашний президент Аргентины Карлос Менем посетил Швецию. С 2006 года в Буэнос-Айресе работает Шведский экспортный совет, который является частью Министерства торговли. Шведский экспорт в Аргентину в основном состоит из продукции машиностроения, особенно телекоммуникационного оборудования.
22 декабря 2010 года было объявлено, что правительство Швеции приняло решение закрыть посольство Швеции в Буэнос-Айресе в 2011 году по финансовым причинам. Однако спустя пару месяцев это уведомление было отменено.

## Соглашения
Были подписаны двусторонние соглашения между Швецией и Аргентиной, такие как:
- Торговое соглашение (1957)
- Соглашение о безвизовом режиме (1961)
- Соглашение об избежании двойного налогообложения (1997)
- Авиационное соглашение (1988)
- Защита прав инвесторов[швед.] (1993)
- Соглашение о безопасности дорожного движения (1998)